# 八神城
八神城（やかみじょう）は、岐阜県羽島市桑原町八神にあった日本の城。岐阜県指定史跡。

## 歴史
築城時期は、鎌倉時代の説と江戸時代の説があるが、鎌倉時代が有力である。
鎌倉時代、尾張国長岡庄石田郷（後の尾張国中島郡石田村）の司職である毛利氏が、居城を八神に移す（時期は不明）。
毛利氏は戦国時代に中国地方を支配した毛利氏とは異なる。源氏の河内源氏の末裔という。毛利氏は、戦国時代、土岐氏、斎藤氏、織田氏等に仕えた後、尾張徳川家に仕え、八神城を中心とした一帯を治める。江戸時代は一国一城令により正式な城ではなくなったが、1868年（明治元年）まで残ったという。

## 現在
城跡には、碑、説明板、土塁が残っている。また、城跡には毛利氏の子孫が住んでいる。城跡にある「八神城址のイチョウ」は、江戸時代初期に、毛利氏がかつての住いであった尾張国中島郡石田村から移植したものといわれ、樹齢300年以上の大木である。羽島市指定天然記念物に指定されている。市内真福寺山門は一の門を移築したものといわれている。
なお、国土地理院の空中写真にて、戦後直ぐならラグビーボール型の縄張りを確認することが出来る。現地にある古図の縄張り図と類似している。（USA-R649-57）（USA-M148-A7-61）（USA-M148-A-7-83）。